# Facultad de Ciencias Jurídicas de la Universidad Católica del Norte
La Facultad de Ciencias Jurídicas de la Universidad Católica del Norte es la facultad de Derecho de dicha casa de estudios chilena. Fue creada el año 2012, agrupando a las Escuelas de Derecho de Antofagasta y Coquimbo, de la misma universidad, creadas en 1992, constituyéndose en una de las facultades más complejas de Chile.
Cuenta con una revista con categoría Scielo, de periodicidad semestral, la Revista de Derecho de la Universidad Católica del Norte (RDUCN), una de las 4 a nivel nacional en alcanzar dicha categoría.
Asimismo, posee un Centro de Estudios en Derecho de Recursos Naturales (CEDRENA) que tiene por objeto la realización de actividades de investigación, docencia, extensión y consultoría en los más diversos tópicos de las disciplinas jurídicas conectadas al uso, protección y explotación de los recursos naturales; y el Foro N-OR, una institución científica universitaria sin fines de lucro, cuya principal misión consiste en propiciar y difundir el estudio del Derecho y los derechos de los pueblos originarios de Chile.

## Decanos
- Alexis Mondaca Miranda: 2018 - a la fecha
- Carolina Salas Salazar: 2015 -  2018
- Cristián Aedo Barrena: 2012 - 2015

## Pregrado
- Escuela de Derecho de Antofagasta
- Escuela de Derecho de Coquimbo

## Postgrado
- Magíster en Derecho (Antofagasta), con mención en Derecho de la Empresa y del Trabajo, y Derecho Penal y Procesal Penal
- Magíster en Derecho (Coquimbo), con mención en Derecho de la Empresa y del Trabajo, Derecho Penal y Procesal Penal, y Derecho de los Recursos Naturales

## Egresados destacados
- Paulina Núñez, diputada por Renovación Nacional en el período 2014-2018 y 2018-2022
- Catalina Pérez, diputada por Revolución Democrática en el período 2018-2022
- Patricio Urquieta, ex-Secretario Regional Ministerial de Trabajo y Previsión Social de la Región de Atacama, ex-Gobernador de la Provincia de Huasco y actual Intendente de la Región de Atacama por Renovación Nacional
- Gladys Acuña Rosales, ex Intendenta de la Región de Arica y Parinacota y ex-Secretario Regional Ministerial de Vivienda y Urbanismo de la misma región por el Partido Socialista
- Marco Antonio Díaz, ex-Intendente de la Región de Antofagasta por Renovación Nacional